# Velouté mártás
A velouté mártás (sauce velouté) világos rántásból és könnyű alapléből készült mártás. A francia konyha öt alapmártásának egyike. Nevét a francia velouté („bársonyos”) szóból kapta utalva a mártás textúrájára. 

## Története
A velouté mártás gyökerei a 17. század közepére nyúlnak vissza, amikor François Pierre de La Varenne, XIV. Lajos udvari szakácsa, 1651-ben jelentette meg Le Cuisinier François című szakácskönyvét. Ebben a műben található az első ismert recept a velouté mártásra, amely a francia konyhaművészet egyik alapkövévé vált. A 19. század elején Marie-Antoine Carême rendszerezte a francia konyha alapmártásait, és a velouté-t az egyik „anyaszószként” határozta meg. Később Auguste Escoffier továbbfejlesztette ezt a rendszert, és a velouté-t az öt alapmártás egyikeként emelte ki, amelyekből számos más szósz származtatható.
A velouté mártás selymes állaga és semleges íze miatt kiváló alapot nyújt különféle szószokhoz. Gyakran használják szárnyasokhoz, halakhoz és zöldséges ételekhez. A velouté-ból származtatott mártások közé tartozik például az allemande (tojássárgájával és tejszínnel gazdagított velouté) és a suprême (tejszínnel és vajjal dúsított változat). 

## Elkészítése
A velouté mártás elkészítéséhez egy könnyű alaplevet (olyan alaplevet, amelyben a felhasznált alapanyag csontjait előzőleg nem sütötték meg), például borjú-, csirke- vagy halászlét sűrítenek be világos rántással. Az elkészített mártást általában a felhasznált alaplé típusa szerint nevezik (pl. csirke velouté, hal velouté, tenger gyümölcsei velouté).

## A velouté mártásból származó mártások
- albufera mártás
- allemande mártás: néhány csepp citromlé, tojássárgája és tejszín hozzáadásával
- aurore: paradicsompüré
- bercy mártás: mogyoróhagyma, fehérbor, citromlé és petrezselyem hozzáadása a hal veloutéhoz
- normande mártás: velouté vagy halvelouté, tejszín, vaj és tojássárgája mint elsődleges összetevők felhasználásával készül
- poulette mártás: apróra vágott petrezselyemmel és citromlével elkészített gomba
- sauce à la polonaise mártás ("lengyel módra"): tormával, citromlével és tejföllel kevert velouté mártás
- ravigote mártás: kevés citrom vagy fehérborecet hozzáadásával enyhén savas velouté készül, amelyet hagyományosan hagymával és mogyoróhagymával, újabban pedig mustárral ízesítenek.
- vin blanc mártás: halszelet, tojássárgája és vaj hozzáadásával készül, és jellemzően halakhoz tálalják.
- suprême mártás: a (főzés során keletkező) gombalé és tejszín redukciójának hozzáadásával a csirke veloutéhoz
- velencei mártás: tárkony, mogyoróhagyma, cseresznye
- boros mártás: például fehérboros mártás és pezsgőmártás